# 15258 Alfilipenko
15258 Alfilipenko este un asteroid din centura principală de asteroizi.

## Descriere
15258 Alfilipenko este un asteroid din centura principală de asteroizi. A fost descoperit pe 15 septembrie 1990 la Observatorul de Astrofizică din Crimeea de Liudmila Juravliova. Asteroidul prezintă o orbită caracterizată de o semiaxă mare de 3,23 ua, o excentricitate de 0,17 și o înclinație de 6,8° în raport cu ecliptica.